# 薩米爾·烏吉卡尼
薩米爾·烏吉卡尼（1988年7月5日—）是一位科索沃足球運動員。在場上的位置是守門員。他擁有阿爾巴尼亞國籍，但現在代表科索沃國家足球隊參賽。